# HP Sauce
HP Sauce er en brun sovs, der oprindeligt blev produceret af HP Foods i Birmingham i England. I dag produceres det af Heinz i Nederlandene.
HP Sauce er opkaldt efter forkortelsen HP for Houses of Parliament.
HP Sauce er blevet meget populær i Storbritannien, og den er - på trods af, at den fremstilles  i udlandet - blevet et ikon på britisk kultur. I 2005 var det den bedst sælgende type brune sovs i Storbritannien med 73,8 % af markedet.
Den originale Lea & Perrins Worcestershire sauce (since 1837) fremstilles stadig i Worcester i England. 